# Кашшаф, Гази Султанович
Гази Султанович Кашшаф (тат. Гази Солтан улы Кашшаф, имя при рождении Миргази Султанович Кашшафутдинов; 15 апреля 1907, дер. Новоарсланбеково, Белебеевский уезд, Уфимская губерния, Российская империя — 9 декабря 1975, Казань, Татарская АССР, РСФСР) — советский учёный-литературовед, литературный критик, педагог и писатель-прозаик, кандидат филологических наук (1960). Наиболее известен как исследователь творчества и биограф Мусы Джалиля, сыгравший важную роль в реабилитации этого писателя. Занимал посты главного редактора Татарского книжного издательства и журнала «Совет әдәбияты». Кавалер орденов Трудового Красного Знамени и «Знак Почёта» и медалей СССР, лауреат премии комсомола Татарии имени Мусы Джалиля (1976, посмертно).

## Биография
Миргази Кашшафутдинов родился в деревне Новый Арсланбек (Белебеевский уезд Уфимской губернии) весной 1907 года. Его отец, мулла и учитель медресе, после Октябрьской революции работал пчеловодом в колхозе. Сам Миргази окончил в 1925 году Белебеевский педагогический техникум, а затем, в 1929 году — Восточный педагогический институт (Казань). Уже в годы учёбы в институте опубликовал свои первые статьи в области литературной критики, участвовал в литературных диспутах.
По окончании института, с 1929 года, работал преподавателем татарского языка и литературы в казанских школах и вузах. Среди прочего, преподавал на Татарском рабочем факультете, в коммунальной школе сельского хозяйства, техникуме кожевенной и меховой промышленности и Казанском сельскохозяйственном институте. В середине 1930-х годов публиковал переводы на татарский язык произведений А. И. Елизаровой-Ульяновой и А. Гайдара, а также первые рассказы собственного сочинения.
С 1937 по 1942 год работал в Татарском книжном издательстве, в том числе как заведующий сектором художественной литературы, а с 1939 года как главный редактор издательства. В 1940 году как критик и литературовед выпустил две книги — сборник литературно-критических статей «Каләм мастерлары» (с тат. — «Мастера пера») и биографию Шарифа Камала. Тогда же издана приключенческая повесть Гази Кашшафа «Чүл буенда» («В песках пустыни»).
В декабре 1941 года назначен редактором журнала «Совет әдәбияты» (с тат. — «Советская литература»), в 1942—1945 годах занимал пост главного редактора журнала. Кашшаф сыграл важную роль в поддержании существования журнала в годы Великой Отечественной войны, чему способствовало его личное знакомство с возглавлявшим Союз писателей СССР А. А. Фадеевым). В 1943 году, одновременно с редакторской работой, избран председателем Союза писателей Татарстана, в том же году выпустил сборник рассказов «Укытучы» (с тат. — «Учитель»). В 1945—1947 годах — референт-консультант Союза писателей Татарстана. На протяжении 19 лет ежегодно переизбирался секретарём партийной организации Союза писателей Татарстана.
С 1947 по 1950 год работал в Институте языка, литературы и истории Казанского филиала АН СССР. Занимался составлением учебников и хрестоматий по татарской литературе для старших классов средних школ. С 1948 года преподавал на историко-филологическом факультете Казанского университета, где проработал до конца жизни. Вначале вёл лекции на кафедре татарской литературы, а с 1962 года на кафедре журналистики.
С 1950 по 1958 год вновь занимал пост главного редактора «Совет әдәбияты» и одновременно — главного редактора журнала «Казан утлары». В 1960 году защитил диссертацию на степень кандидата филологических наук по теме «Основные этапы развития татарской советской литературы и творчество Мусы Джалиля». В 1968 году вышло дополненное переиздание повести «Чүл буенда».
Скончался в декабре 1975 года, похоронен в Казани.

## Научная работа и литературная критика
Первые опыты Гази Кашшафа в области литературной критики относятся ко времени его учёбы в Восточном педагогическом институте. В эти годы его критические статьи печаталась в газете «Кызыл яшьләр» (под псевдонимами «Кәш», «Кәшгаз», «Г. К.», «Кәләй») и в журналах «Безнең юл» (с тат. — «Наш путь») и «Авыл яшьләре» (с тат. — «Сельская молодежь»). В первых публикациях прослеживается влияние идей вульгарного социологизма. Начиная с конца 1920-х годов Кашшаф выступает также как театральный критик, поначалу в сотрудничестве с такими авторами как Ш. Маннур, Ф. Хусни, А. Исхак и X. Замиль. В это время в критических статьях Кашшафа эволюция творческого стиля писателей рассматривается в связи с вехами их биографий. В центре его внимания — художественная правдивость, реалистичность описаний тех или иных явлений. В эти годы Кашшаф особенно плодовит как критик, пытаясь оценить каждое отдельное произведение и сборник. Среди его работ этого периода — статьи о стихотворных сборниках X. Такташа, М. Крымова, Т. Ченекая, А. Кутуя, сборниках рассказов А. Тагирова, М. Галяу, произведениях М. Максуда, А. Исхака.
Со второй половины 1930-х годов Кашшаф как критик пишет реже, но более глубоко вникает в темы, ставит перед читателем масштабные вопросы, основной упор делая на эстетическом анализе. Значительное внимание он уделяет творчеству начинающих писателей, в обзорных статьях 1934 и 1938—1939 годов раскрывая типичные для ранних произведений ошибки — повтор тем и сюжетов, абстрактность образов, неправдоподобность и алогичность фабулы. В качестве литературного критика Кашшафу удалось рано открыть таланты нескольких известных в будущем авторов, включая Сибгата Хакима. В 1940 году наиболее важные литературно-критические работы Кашшафа вышли в форме отдельного сборника. Как театральный критик он совершенствовал свою авторскую технику, просматривая одни и те же спектакли по несколько раз, разбирая эволюцию актёрских работ и совершенствование постановки со временем.
Будучи дружен с татарским писателем Мусой Джалилем, Гази Кашшаф в 1942 году получил от него с фронта письмо, где Джалиль просил в случае гибели позаботиться о своём литературном наследии. Кашшаф немедленно начал работу по сбору фронтовых стихов Джалиля и их переводу на русский язык. В 1944 году (как выяснилось — уже после смерти автора) на русском языке был издан сборник стихов Джалиля «Клятва артиллериста». В послевоенные годы, когда Джалиль был объявлен изменником Родины, Кашшаф начал борьбу за реабилитацию его памяти, к которой сумел привлечь 1-го секретаря Татарского обкома КПСС З. И. Муратова. Благодаря положению Муратова к исследованию вопроса были подключены органы госбезопасности Татарии, и уже после смерти И. С. Сталина обвинение в измене с Мусы Джалиля было снято (уже 25 апреля 1953 года поэту посмертно присвоено звание Героя Советского Союза). В дальнейшем Кашшаф продолжал активно заниматься творческим наследием Мусы Джалиля. Он стал автором первого научного комментария к «Моабитской тетради», подготовил к изданию трёхтомник произведений писателя на татарском языке и однотомник на русском, выпустил развёрнутую биографию Джалиля (1957, расширенное переиздание в 1961 году) и воспоминания о нём (1964). После смерти Гази Кашшафа вышла написанная им биография Мусы Джалиля на русском языке и четырёхтомник произведений с его предисловием и примечаниями. Наряду с творчеством Джалиля Кашшаф уделял внимание наследию и других авторов-фронтовиков — А. Кутуя, А. Алиша, Ф. Карима.
Отдельное место в литературоведческом и литературно-критическом наследии Кашшафа занимают работы, посвящённые проблемам перевода на татарский язык. Будучи убеждённым сторонником художественного перевода как средства ознакомления татарских читателей с культурой других народов и как способа обогащения самой татарской литературы, он впервые поднял эти вопросы в анализе перевода «Капитанской дочки» Пушкина. Впоследствии возвращался к ним в статьях «Татар совет әдәбиятының 30 еллыгы» («Тридцатилетие татарской советской литературы», 1947), «Татарстанда әдәбиятның яңа күтәрелеше өчен» («За новый подъём литературы в Татарстане», 1950), «Культурабызга зур хәзинә» («Большой вклад в культуру», 1960).
В послевоенные годы в публикациях Кашшафа поднимаются темы отсталости татарской национальной литературы, медленного развития литературы для детей и драматургии, нехватки внимания к наследию татарских литературных классиков. Другие его работы посвящены творчеству прозаиков этого времени — Г. Баширова, М. Амира, И. Гази, А. Абсалямова. В 1950-х годах он рассматривает в своих публикациях теорию бесконфликтности и тему «маленького человека» в литературе.
К театроведческим работам Кашшафа 1950-х годов относятся статьи «Матур темалар, җитлекмәгән образлар» («Хорошие темы, незрелые образы», 1951), «Бүгенге драматургия һәм тормышчан конфликт турында» («О современной драматургии и реальном конфликте», 1958), представляющие собой не анализ отдельных произведений, а раскрытие темы развития драматургии в целом. В 1975 году избранные театроведческие статьи и очерки изданы сборником «Күңел көзгесе» («Зеркало души»).
На протяжении научной карьеры многократно выступал как биограф отдельных писателей. Помимо работ, посвящённых Мусе Джалилю, в 1940 году издал отдельной книгой биографию Шарифа Камала, впоследствии написал предисловия к двум томам 4-томного собрания сочинений этого автора. Автор очерков жизни и творчества Н. Баяна, К. Наджми, А. Файзи, предисловий к избранным сочинениям М. Гафури и А. Алиша. Важное место в наследии занимают мемуары, посвящённые Г. Ибрагимову, С. Гиззатуллиной-Волжской, Ф. Кариму. Отдельная серия публикаций Кашшафа посвящена не писателям, а коллегам по профессии — литературоведам и языковедам: X. Усманову, Г. Халиту, Д. Тумашевой, А. Шамову. Во время Великой Отечественной войны написаны очерки о Героях Советского Союза Асафе Абдрахманове и Василии Яницком.
Общее количество литературоведческих работ, биографий, публикаций в областях литературной и театральной критики, принадлежащих перу Гази Кашшафа, превышает 300.

## Награды
Гази Кашшаф — кавалер ордена Трудового Красного Знамени (1957) и ордена «Знак Почёта» (1967). Также награждался медалями СССР. В 1976 году, посмертно, удостоен премии комсомола Татарии имени Мусы Джалиля.